# Stazione di Giornico
La stazione di Giornico era una fermata ferroviaria posta sulla linea del Gottardo, in Svizzera. Serviva l'omonimo centro abitato.

## Storia
La fermata aprì il 1º marzo 1920 (insieme a quella di Pollegio).
Nel 1994 chiuse (insieme alle stazioni di Rodi-Fiesso, Osogna-Cresciano, Claro, Bodio, Lavorgo e Ambrì-Piotta) in occasione della sostituzione dei treni regionali sulla rampa sud della linea del Gottardo con un'autolinea Bellinzona-Airolo, per meglio servire i comuni e liberare capacità sulla ferrovia.